# Kingsbridge Road (stacja metra na Jerome Avenue Line)
Kingsbridge Road – stacja początkowa metra nowojorskiego, na linii 4. Znajduje się w dzielnicy Bronx, w Nowym Jorku i zlokalizowana jest pomiędzy stacjami Bedford Park Boulevard – Lehman College i Fordham Road. Została otwarta 2 czerwca 1917.